# Stays
A Stays é uma startup brasileira focada no desenvolvimento de um sistema all in one para gestão de aluguel de temporada, que integra a gestão de anúncios e calendários em mais de 30 plataformas diferentes.
Atualmente, a Stays atua em mais de 18 países, com maior presença no mercado brasileiro, onde lidera a categoria. Desde 2019, a empresa também organiza o StaysUP, maior evento on-line da América Latina para empreendedores de aluguel de temporada.
Em 2022, a Stays passou a integrar o grupo Decolar, como parte da estratégia da agência de viagens on-line para impulsionar a oferta de propriedades por temporada nos países onde tem negócios.

## História
Em 2004, o alemão Sven dos Santos se mudou para o Brasil e abriu uma imobiliária especializada em aluguel de temporada no Rio de Janeiro. Alguns anos depois, para facilitar a administração do negócio, decidiu contratar um programador para desenvolver um software simplificado de gestão de propriedades.
Depois de fazer melhorias no software e estudar o mercado nacional e internacional, o empreendedor vendeu a imobiliária e, em 2016, fundou a Stays junto aos co-fundadores Till Pupak e Sergey Korotkov.
No ano seguinte ao lançamento oficial do software no mercado, a Stays conseguiu integração com o Airbnb, um dos maiores buscadores de meios de hospedagem por temporada do mundo. Em 2018, recebeu o primeiro selo de parceiro preferencial da plataforma, que se mantém atualizado desde então.
Atualmente, a Stays é o único software da América Latina com o selo de Preferred+ Partner de Airbnb e, além disso, conta com os selos de Premier Connectivity Partner de Booking, Premium Connectivity Partner da Decolar, Preferred Partner da Expedia e Connected Partner da Vrbo.

## Fusão com o grupo Decolar
Em março de 2022, o grupo Despegar, que opera no Brasil com a marca Decolar, anunciou a aquisição de 51% da Stays pelo valor de 3 milhões de dólares - o equivalente a 15,65 milhões de reais.
Com a aquisição da Stays, finalizada em julho de 2022, a Decolar adicionou às suas plataformas de venda mais de 20 mil propriedades gerenciadas com o software da empresa na ocasião. Isso permitiu ao grupo alcançar uma expansão anual de 42% no portfólio de imóveis ofertados no Brasil.
Já no segundo semestre de 2023, a Decolar divulgou um levantamento em que aponta um crescimento de 190% na procura de aluguel por temporada no Brasil, em comparação com o mesmo período de 2022, quando começou a operar a integração com a Stays.
Entre os destinos mais pesquisados para aluguel de temporada nas plataformas de venda da Decolar, que incluem site e aplicativo, estão Rio de Janeiro, São Paulo, Maceió, Gramado (RS) e Caldas Novas (GO).
O perfil de viajantes que buscam o aluguel de temporada é de grupos com mais de cinco pessoas, geralmente com crianças, que precisam de hospedagem por pelo menos quatro dias. A estrutura de cozinha completa e a possibilidade de viajar com pets são facilidades valorizadas pelos hóspedes.
1. 1 2  https://exame.com/negocios/decolar-compra-brasileira-stays-net-e-mira-em-aluguel-por-temporada/
2. 1 2 3 4 5  https://stays.net/quem-somos/
3. ↑  https://staysup.stays.net/
4. ↑  https://jornalturismoeeventos.com.br/aluguel-de-residencias-para-temporada-e-a-nova-aposta-da-decolar-no-brasil%EF%BF
5. ↑  «Decolar planeja ampliar negócio de aluguel de casas». Valor Investe. 15 de julho de 2022. Consultado em 12 de novembro de 2024
6. ↑  TWY, Plastika; Redação (22 de agosto de 2022). «Decolar reforça aposta em vacation rentals para afastar concorrência». Hotelier News. Consultado em 12 de novembro de 2024
7. 1 2  «Temporada: turistas querem ficar mais tempo em Salvador». www.trbn.com.br. Consultado em 12 de novembro de 2024
8. 1 2  Calixto, Filip (24 de novembro de 2022). «Decolar mostra razões que levam viajantes a imóveis de temporada». Portal PANROTAS. Consultado em 12 de novembro de 2024